# Д’Амур, Пол
Пол Д’Амур (англ. Paul D'Amour; род. 12 мая 1967 года, Спокан) — американский музыкант, известный как первый басист альтернативной метал группы Tool. Довольно агрессивное звучание его баса на первом полноформатном альбоме Tool — Undertow было вдохновлено игрой Криса Сквайра из прог-рок группы Yes.

## Биография
Пол Д’Амур родился в городе Спокан, штат Вашингтон. Изначально играл на гитаре, но после того, как познакомился с группой гитариста Адама Джонса стал бас-гитаристом. Как и Адам, Пол жил в Лос-Анджелесе из-за своего желания войти в киноиндустрию.
Пол покинул группу в 1995 году. Согласно утверждению барабанщика Дэнни Кэри Пол ушёл из группы потому, что хотел играть на гитаре, а не на басу. Пол основал психоделик-поп коллектив Lusk, совместно с такими музыкантами, как Брэд Ланер, Крис Питман (будущий клавишник хэви-метал группы Guns N' Roses), Грег Эдвардс (участник Failure и Autolux). В 1997 году группа выпустила единственный альбом под названием Free Mars.
Вскоре после ухода из Tool Пол также играл на гитаре в Replicants, кавер-группе, в которую вошли Кен Эндрюс и Грег Эдвардс из Failure, а также Крис Питман. Они выпустили один одноимённый альбом в 1995 году, на котором в качестве гостя был приглашён Мэйнард Джеймс Кинан.
С начала 2005 года Пол пишет музыку и выступает под именем Feersum Ennjin. Псевдоним был взят из названия романа «Безатказное арудие» Иэна Бэнкса, известного также «Осиной фабрикой», которой вдохновлялась группа Lusk. Его музыкальный проект издал одноимённый EP на звукозаписывающем лейбле Silent Uproar Records. В 2011 году на лейбле Dissociated Press вышел одноимённый лонгплей с некоторыми новыми песнями. В композиции «The Fourth» роль барабанщика исполнил Дэнни Кэри.
В настоящее время Пол играет на басу в группе Lesser Key. Группа состоит из таких участников, как Эндрю Замудио (вокал), Бретт Фэнгер (гитара) и Джастин Хэнсон (ударные). Коллектив по словам авторов представляет собой «исследование личной и художественной свободы». 26 июля 2013 года вышел видеоклип на сингл «Intercession». Их дебютный EP был спродюсирован Сильвией Мэсси, которая работала над Undertow, и выпущен 1 апреля 2014 года на Sumerian Records.

## Дискография
Tool
- 72826 (1991)
- Opiate (1992)
- Undertow (1993)
- Ænima (демо) (1995)

Lusk
- Free Mars (1997)

Replicants
- Replicants (1995)

Feersum Ennjin
- Feersum Ennjin (EP) (2005)
- Feersum Ennjin (2011)

Lesser Key
- Lesser Key (EP) (2014)

## Инструменты
- Ovation Magnum 1 Bass (Использовался во время записи 72826 и Opiate)
- Chris Squire Signature Rickenbacker 4001CS (UИспользовался во время записи Undertow)
- Ernie Ball MusicMan StingRay 4 (Переключился на этот бас во время тура 1995 года. Использовался во время записи демо Ænima)
- 2 Mesa/Boogie 400+ all tube heads. (1994)
- 2 Mesa/Boogie Roadready 1x15 cabs (1994)
- 2 Mesa/Boogie Roadready 6x10 or 8x10 cabs (1994)
- Boss ODB-3 Bass Overdrive (живое выступление)
- Boss Bass Chorus (неизвестная модель)
- Tech 21 SansAmp GT2 Distortion
- Marshall Guv’nor Distortion Pedal (живое выступление)
- Morley Wah (Использовался для живого выступления в «Intolerance»)